# Rhaphuma aranea
Rhaphuma aranea là một loài bọ cánh cứng trong họ Cerambycidae.